# Ivan Bartolović
Ivan Bartolović (Nova Gradiška, 27. lipnja 1823. – Zagreb, 29. lipnja 1903.), hrvatski financijski stručnjak
Pohađao je Klasičnu gimnaziju u Zagrebu te ju je završio 1839. godine. Studirao je filozofiju u Zagrebu, teologiju u Beču, pravo u Beču i Grazu. Uspio je u financijskim službama zadržati hrvatski jezik. Nakon umirovljenja 1873. bio je zastupnik Hrvatskoga sabora i zajedničkog Hrvatsko-ugarskog sabora. Napisao je nekoliko rasprava i polemika o ugarskim financijskim oštećivanjima Hrvatske.